# Aur Gading (Tebing Tinggi)
Aur Gading is een bestuurslaag in het regentschap Empat Lawang van de provincie Zuid-Sumatra, Indonesië. Aur Gading telt 806 inwoners (volkstelling 2010).